# Cellent
Die Cellent GmbH (Eigenschreibweise cellent) war ein IT-Beratungs- und Systemintegrationsunternehmen in Deutschland mit Sitz in Fellbach bei Stuttgart mit weiteren zehn Standorten in Deutschland, Österreich und der Schweiz. Am 5. Dezember 2015 hat die Landesbank Baden-Württemberg ihre Anteile an der cellent AG und damit auch an allen Tochterunternehmen an die Wipro Cyprus Private Limited, Nikosia, Zypern, veräußert. Das Unternehmen war seitdem eine Tochtergesellschaft von Wipro Technologies. Zum 31. März 2020 wurden die Anteile an der Cellent GmbH an die Wipro Technologies GmbH weitergereicht. Gemäß Verschmelzungsvertrag vom 23. September 2020 sowie den Zustimmungsbeschlüssen der beteiligten Rechtsträger vom selben Tag wurde die Cellent GmbH rückwirkend zum 1. April 2020 auf die Wipro Technologies GmbH verschmolzen. Die Anteile an der Cellent Austria GmbH, Wien, Österreich, wurden in Wipro IT Services Austria GmbH, Wien, Österreich, umfirmiert.

## Geschichte
Die Cellent AG wurde am 1. Januar 2002 als Aktiengesellschaft gegründet. Durch den Zusammenschluss der vier IT-Unternehmen bancotec, Intec, Positron und dvd unter dem Dach des damaligen Mutterkonzerns Landesbank Baden-Württemberg entstand die Cellent AG.
Im Jahr 2010 wurde die Advanced Solutions GmbH durch die Cellent AG übernommen, welche daraufhin zur Cellent Mittelstandsberatung umbenannt wurde. Im Geschäftsjahr vom 1. Januar bis zum 31. Dezember 2012 erhöhte sich der Umsatz gegenüber dem Vergleichszeitraum des Vorjahres um 16 % auf 103 Mio. Euro. Alleiniger Vorstand des Unternehmens war von Januar 2013 bis März 2017 Peter Rohrbach. Im Rahmen der Umfirmierung der Cellent AG in die Cellent GmbH wurde Peter Rohrbach im März 2017 zum Geschäftsführer ernannt. Aktuell sind als Geschäftsführer Rajarshi Basu und Anandh Raghavan tätig.
In Österreich erfolgte 2008 die Übernahme der Active Solution Software AG und damit die Gründung der Cellent AG Österreich. Im November 2011 übernahm Cellent das seit 2001 am österreichischen Markt tätige SAP-Unternehmen Frontworx, das seitdem als eigenständige Tochtergesellschaft für das Geschäftsfeld SAP in Österreich verantwortlich ist.
Seit dem 2. Dezember 2015 ist die Cellent GmbH eine 100-prozentige Tochter von Wipro Technologies.
Im November 2018 sind Cellent GmbH und Cellent Mittelstandsberatung GmbH zu einem Unternehmen verschmolzen.
Die Geschäftstätigkeit besteht in der Optimierung von Infrastrukturen und Geschäftsprozessen durch Business Consulting, Software-Entwicklung, Infrastructure Solutions und Managed Services für große und mittelständische Unternehmen.